# Exorista bergi
Exorista bergi är en tvåvingeart som först beskrevs av Juan Brèthes 1908.  Exorista bergi ingår i släktet Exorista och familjen parasitflugor. Inga underarter finns listade i Catalogue of Life.